# Вернигора Іван Григорович
Іва́н Григо́рович Вернигора — прапорщик розвідувальної роти 80-го окремого аеромобільного полку Збройних сил України.

## Життєпис
Родом з Житомирщини; 2003 року розпочав строкову службу гранатометником; 2010 — перший помічник командира роти. Здійснив 40 стрибків з парашутом, брав участь у військових маневрах, зокрема — міжнародних навчаннях «Рапід Трайдент».
Станом на лютий 2017 року — командир взводу; 80-та бригада.

## Нагороди
- орден «За мужність» III ступеня (08.08.2014)